# Mechica

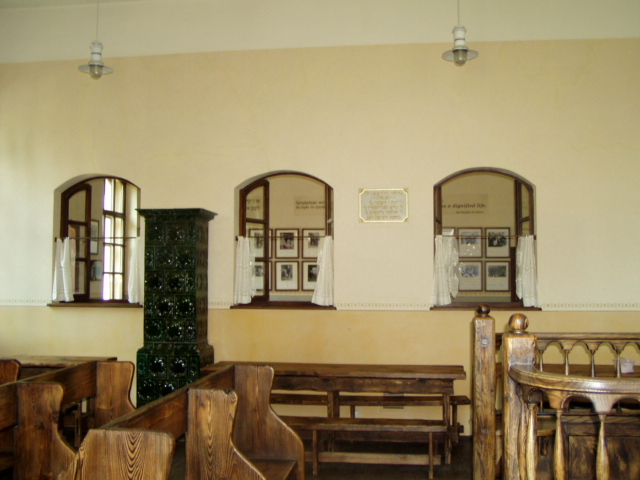
Mechica w synagodze Chewra Lomdei Misznajot w Oświęcimiu

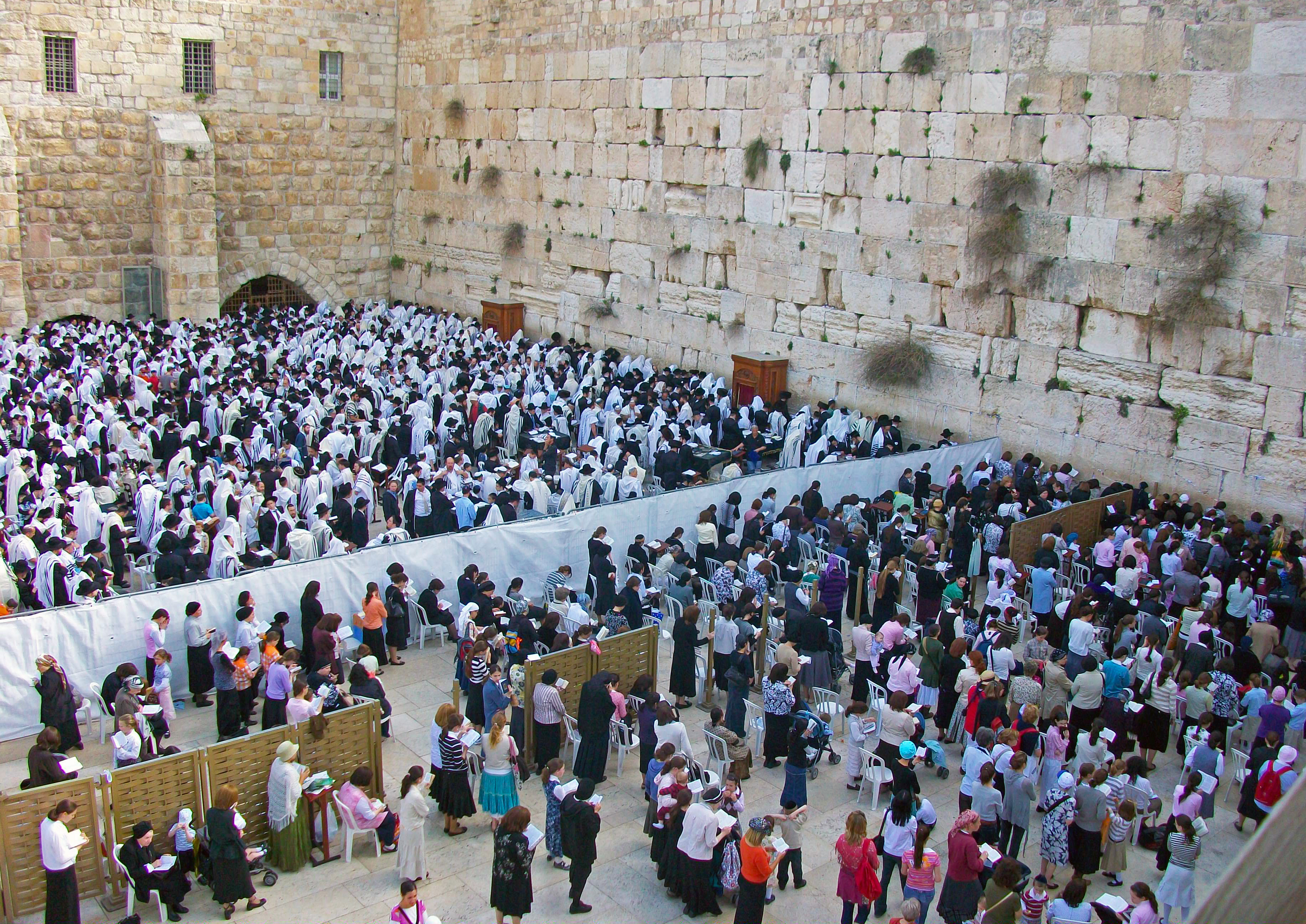
Mechica na placu przed Ścianą Płaczu - 0ddzielne obszary dla mężczyzn (u góry) i kobiet, widziane z chodnika prowadzącego do Kopuły na Skale

Mechica (hebr. מחיצה - „separacja") – to w synagodze ściana oddzielająca przestrzennie główną salę modlitewną (męską) od babińca (sala dla kobiet). Przeważnie znajdują się na niej okna przez które kobiety mogą śledzić przebieg nabożeństwa.
Plac przed Ścianą Płaczu (Kotel) w Jerozolimie ma status synagogi i też był podzielony mechicą na część przeznaczoną dla mężczyzn i kobiet. W lipcu 2022 premier Izraela Ja’ir Lapid zakazał jego stosowania.
Zgodnie z uzasadnieniem religijnym ma zapobiegać rozproszeniu i obniżeniu koncentracji i służy m.in. pochodzi z traktatu Sukkah (51b, 52a) Talmudu babilońskiego.
W połowie XX w. znaczna liczba synagog ortodoksyjnych nie posiadała mechitzotów. Unia Ortodoksyjna (OU), główna organizacja współczesnych synagog ortodoksyjnych w Stanach Zjednoczonych, nie przyjmuje na nowych członków synagog bez mechic i zachęca istniejące synagogi do ich przyjęcia. W większości konserwatywnych synagog mężczyźni i kobiety na ogół nie są oddzielani, ale jest to dopuszczalna opcja w obrębie konserwatywnego judaizmu; niektóre synagogi konserwatywne, szczególnie w Kanadzie, mają oddzielne siedzenia dla mężczyzn i kobiet, z fizyczną przegrodą lub bez. Kongregacje reformowane, zgodnie z podstawową wartością ruchu, jaką jest równość płci, nie używają mechic w swoich synagogach.